# Bassel al-Assad

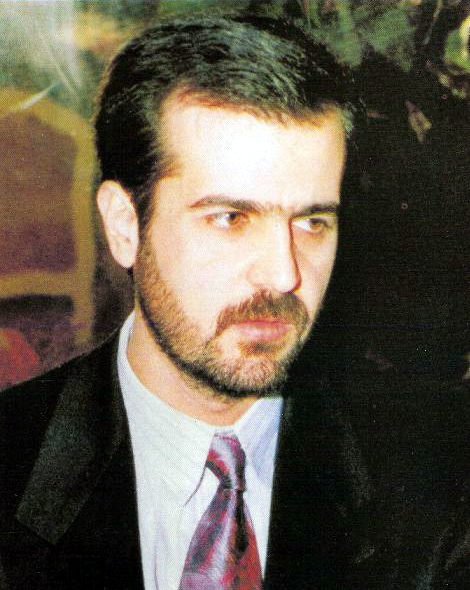
Bassel al-Assad

Bassel al-Assad (Damascus, 23 maart 1962 - aldaar, 21 januari 1994) was een Syrisch militair en de oudere broer van oud-president Bashar al-Assad.
Vanaf 1984 begon hij zijn vader Hafiz al-Assad te vergezellen bij officiële bezoeken en vanaf de jaren negentig werd hij erop voorbereid de volgende president van Syrië te worden. Zijn vader liet zelfs naar zichzelf verwijzen als Abu Basil, de vader van Bassel. Hier kwam een abrupt einde aan toen hij in 1994 om het leven kwam door een auto-ongeluk. Zijn Mercedes botste in de mist op een rotonde en hij droeg geen autogordel. Hij was op slag dood.
Na zijn dood kwam de minder bekende Bashar in het vizier als opvolger van Hafiz. Toch werd de propaganda rond zijn persoon nog een tijdje voortgezet, rond het thema "Bassel het voorbeeld, Bashar de toekomst".